# 三禮圖

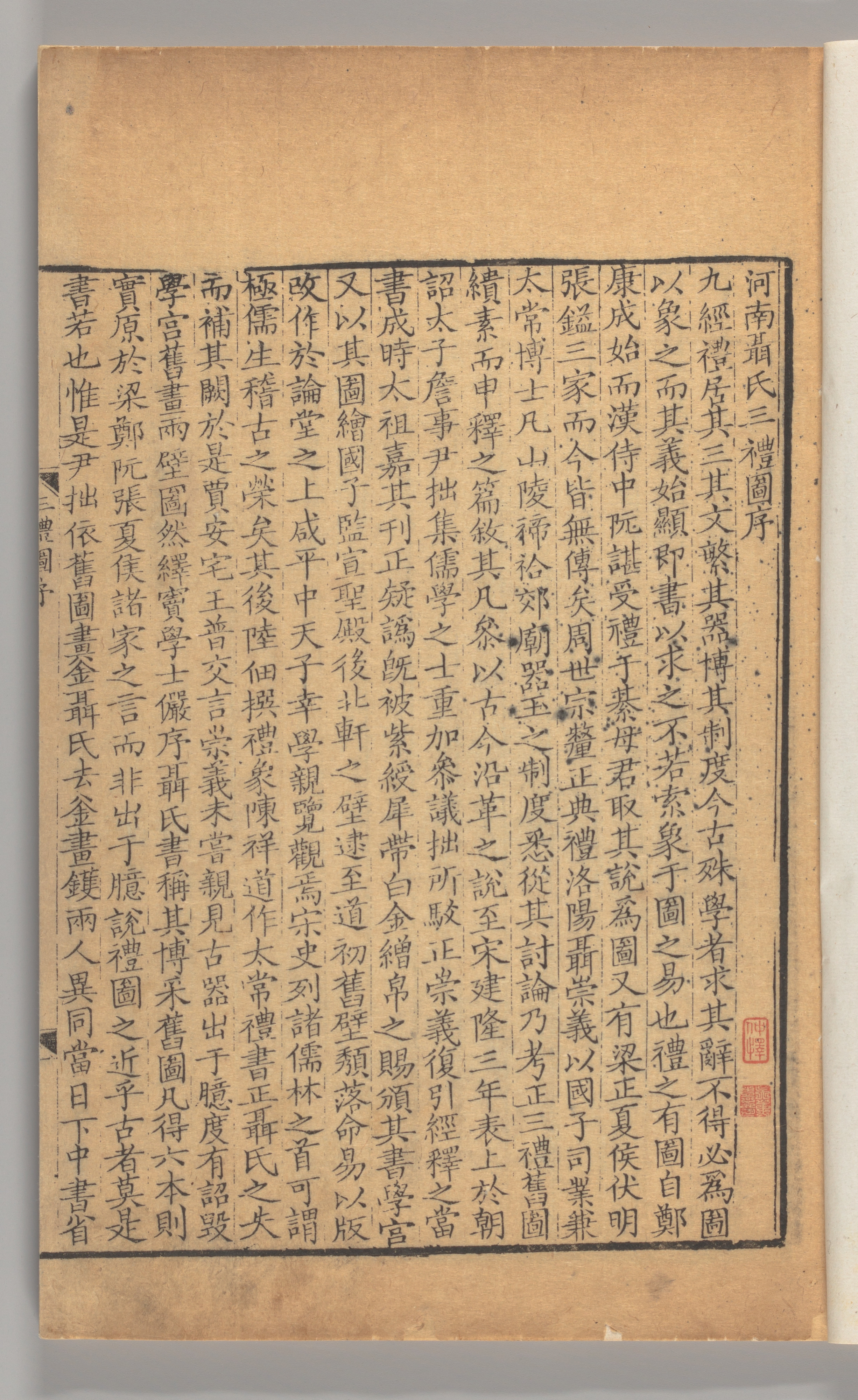
通志堂版（康熙年间）聂崇义《三礼图》序，藏纽约大都会博物馆

《三礼图集注》，二十卷，是宋代著名学者聂崇义参互考订多种古代《三礼图》所纂辑。
漢鄭玄、晉阮諶、唐張鎰等人所撰《三禮圖》共六種，但皆已失傳。現存有宋太常博土聶崇義撰《三禮圖》二十卷。
聂崇义於五代周顯德年間奉詔參照前代六種舊圖編寫，是流傳至今解釋中國古代禮制附有圖像較早的一書。宋沈括《夢溪筆談》、歐陽修《集古錄》等多認為與三禮注解不合。
現存者還有明劉績撰《三禮圖》四卷，但舛誤更多。

## 版本
该书的版本中最著名者为清康熙时的通志堂版，但目前现存最早者为南宋孝宗淳熙二年（1175年）镇江府学刊本《新定三礼图集注》，现藏中国国家图书馆（编号07930），该书原为钱曾、季振宜的旧藏，后为周叔弢收藏并捐赠给了当时的北京图书馆（今中国国家图书馆的前身）。1985年上海古籍出版社影印了该版本。

## 图册

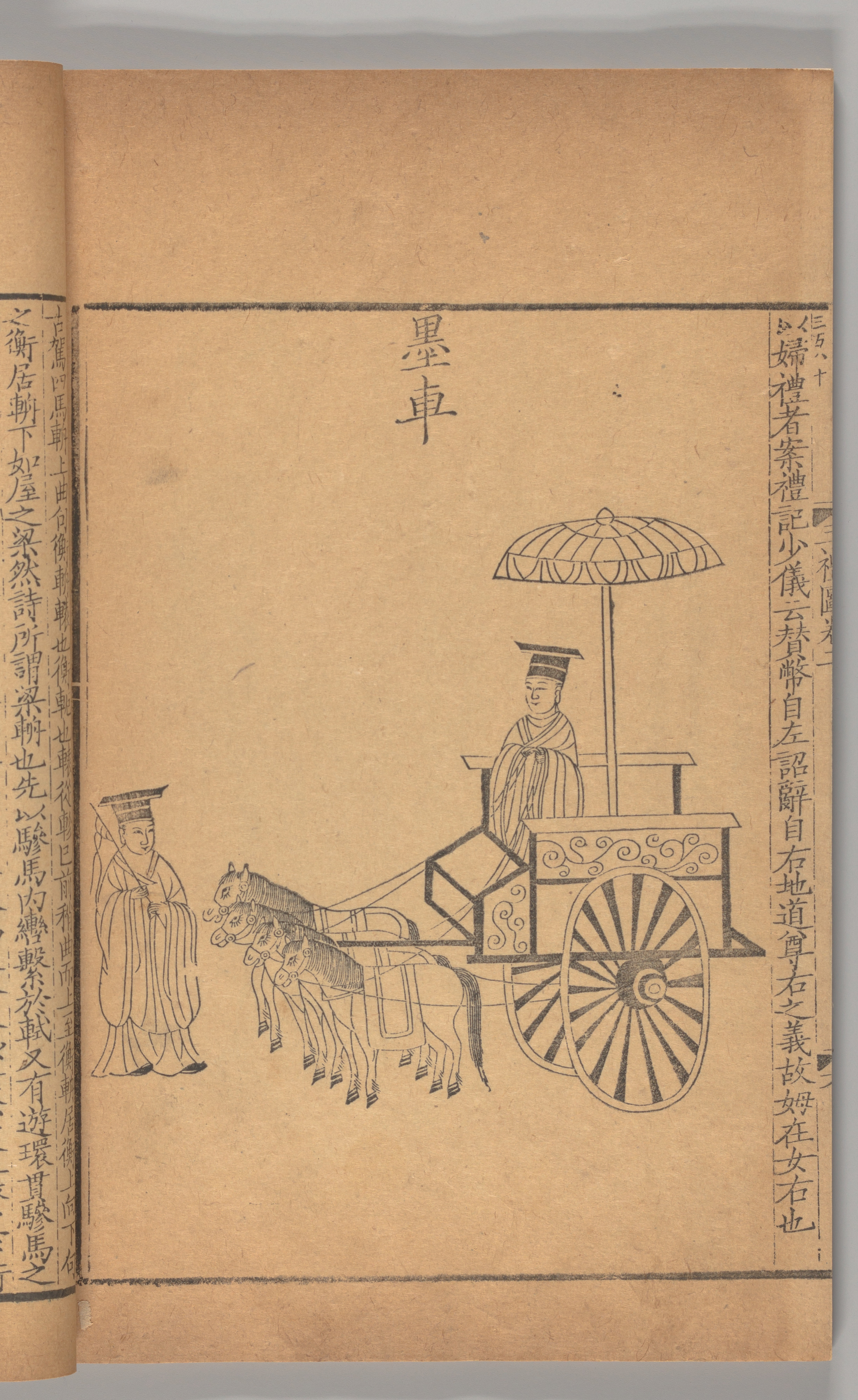
通志堂版聂崇义《三礼图》内的墨车插图，藏纽约大都会博物馆
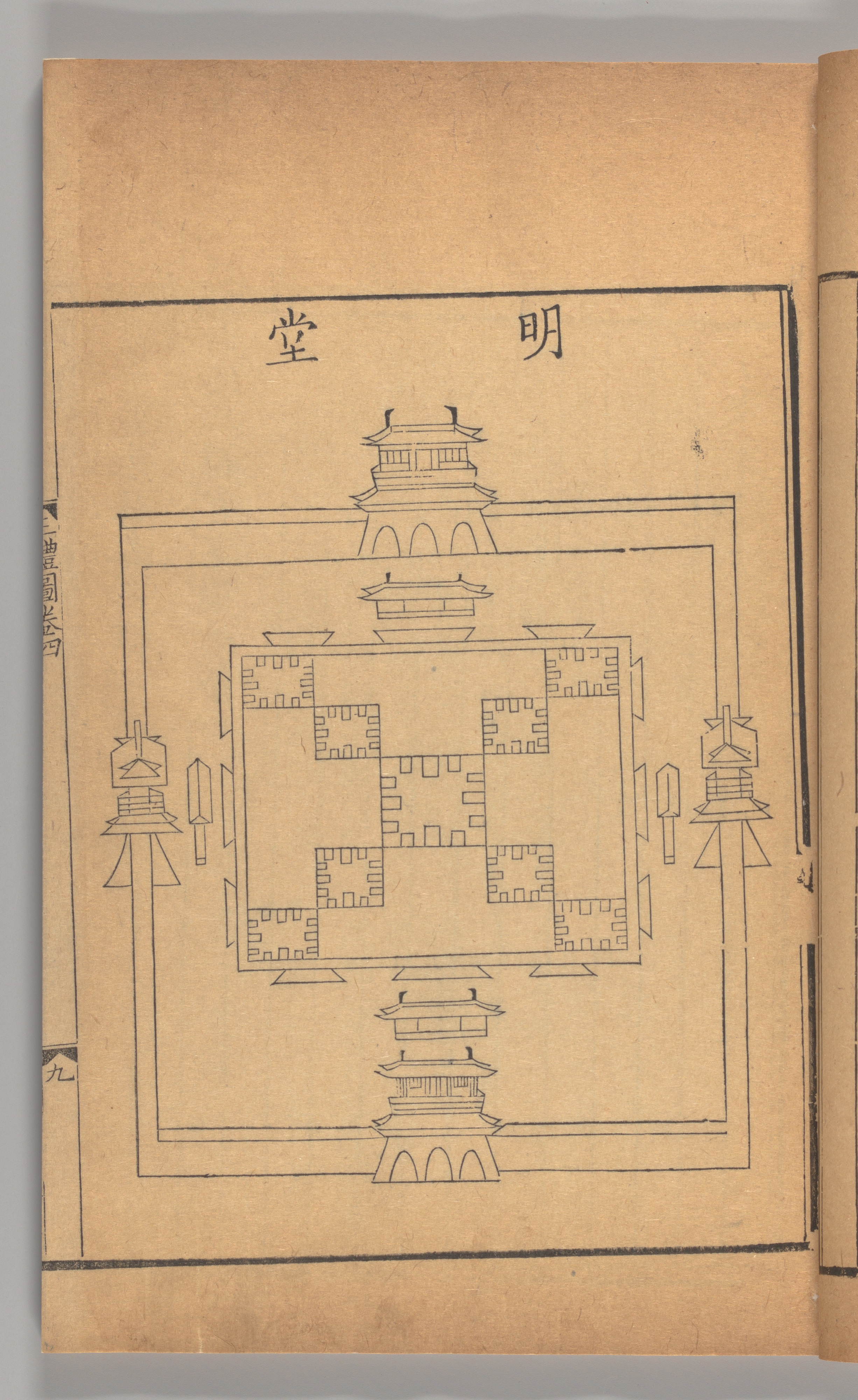
通志堂版聂崇义《三礼图》内的明堂插图，藏纽约大都会博物馆
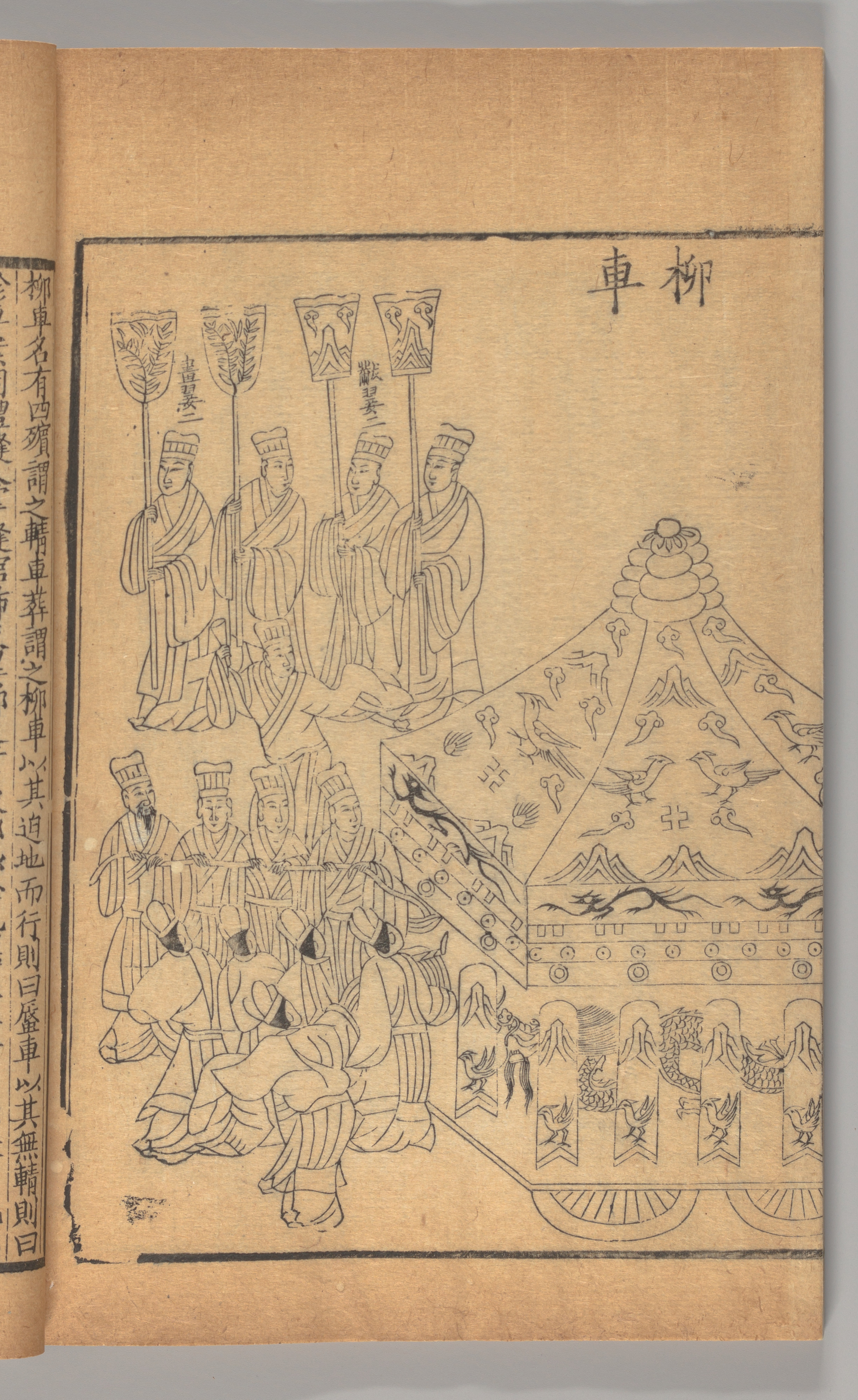
通志堂版聂崇义《三礼图》内的柳车插图，藏纽约大都会博物馆